# Corte Capitanale
Corte Capitanale jest byłą siedzibą sądu rejonowego w Mdinie na Malcie, który aktualnie służy jako ratusz. Budynek w stylu barokowym, został zbudowany w latach 1726 - 1728, według projektu francuskiego architekta Charlsa François de Mondion. Budynek jest połączony z Palazzo Vilhena, ale ma osobne wejście oraz fasadę.

## Historia
Corte Capitanale został zbudowany w latach 1726 - 1728, równocześnie z Palazzo Vilhena - oficjalną rezydencją Wielkiego Mistrza w Mdinie. Budynek głównie był siedzibą sądu, lecz służył również jako siedziba Capitano della Verga. Jego połączenie z pałacem było symbolicznym znakiem, że sąd jest pod zarządem Zakonu św. Jana. Budynek sądu miał również połączenie z Pałacem Biskupim przez, teraz zamurowane, podziemne przejście, wskazując na rolę Kościoła w sądownictwie. Budynek służył jako sąd do 1818 roku.
Dzisiaj, Corte Capitanale pełni funkcję ratusza Mdiny, będąc siedzibą samorządu lokalnego. W 2012 roku samorząd uznał, że budynek jest dla niego nieodpowiedni i wystąpił o przeniesienie działalności do Banca Giuratale. Budynek generalnie nie jest otwarty do zwiedzania, ale sala główna jest od czasu do czasu, przy okazji historycznych bądź kulturalnych wystaw, dostępna.
Budynek jest zabytkiem narodowym klasy 1 i jest umieszczony na National Inventory of the Cultural Property of the Maltese Islands pod nr. 01185.

## Architektura
Budynek Corte Capitanale zbudowany jest w stylu baroku francuskiego. Fasada jest dekorowana przez pilastry w wymieszanym stylu toskańskim i korynckim, oraz gzyms na poziomie dachu. Ponad głównym wejściem ulokowany jest balkon, udekorowany alegorycznymi rzeźbami Sprawiedliwości i Miłosierdzia. Napis Legibus et Armis (Prawem i Orężem) jest umieszczony poniżej centralnego miejsca fasady.
Budynek mieści kilka cel więziennych oraz lochy, które zostały zbudowane w XVI wieku. Budynek połączony jest również z loggią, znaną jako "Loggia Herolda", skąd miejski herold ogłaszał mieszkańcom dekrety. Loggia jest datowana na okres wcześniejszy niż sam budynek, i pochodzi prawdopodobnie z XVII w.